# Литвиненко Микола Володимирович
Микола Володимирович Литвиненко (1924—?) — старшина Робітничо-селянської Червоної Армії, учасник Великої Вітчизняної війни, Герой Радянського Союзу (1944), позбавлений всіх звань і нагород у зв'язку із засудженням.

## Біографія
Микола Литвиненко народився в 1924 році в селі Золотыха (нині — Залатиха), Роменського району Сумської області Української РСР в сім'ї селянина. Закінчив вісім класів школи.
На початку Великої Вітчизняної війни Литвиненко не був призваний на службу в Робітничо-селянську Червону Армію і був змушений залишитися на окупованій німецькими військами території. У грудні 1941 року Литвиненко почав співпрацювати з окупаційною владою. Спочатку працював статистиком у сільськогосподарській громаді в рідному селі, потім секретарем сільської управи. З березня 1942 року Литвиненко — на службі в німецькій поліції. На посаді поліцейського він брав участь у каральних операціях проти партизан Сумської, Чернігівської та Полтавської області, а також займався озброєною охороною окупованих населених пунктів.
У серпні 1943 року у зв'язку з наступом Червоної Армії Литвиненко евакуювався у Вінницьку область, в тил німецьких військ, де проживав до приходу радянських військ. Свій колабораціонізм Литвиненко вдалося приховати, і в січні 1944 року він був мобілізований у діючу армію.
З березня по листопад 1944 року брав участь у боях з німецькими військами у складі 389-ї стрілецької дивізії, дослужився до посади командира стрілецького відділення.
29 березня 1944 року помічник командира 2-го взводу, 7-ї стрілецької роти, 545-го стрілецького полку, 389-ї стрілецької дивізії червоноармієць Литвиненко Микола Володимирович, в бою за залізничну станцію Сенкевичевка, Волинської області, першим увірвався зі своїм взводом на станцію, особисто знищив одного солдата й одного офіцера противника, документи, що знаходяться при офіцері, передав у штаб полку. Наказом № 11/н від 11 квітня 1944 року по 545-го стрілецького полку 389-ї стрілецької дивізії червоноармієць Литвиненко Микола Володимирович був нагороджений медаллю «За відвагу».

Відзначився під час форсування Вісли в липні 1944 року. З нагородного листа:
|  | 29.07.1944 года товарищ Литвиненко Н.В. лично изъявил желание и первым в числе 11 на лодке стал переправляться через реку Висла, для захвата плацдарма. Противник вел ураганных артиллерийско-минометный огонь по лодке, на которой плыла отважная группа храбрецов. Не доплыв до берега, лодка была разбита. С автоматом и гранатами товарищ Литвиненко добрался до берега, быстро окопался, и стал вести огонь по атакующей пехоте. За 5 часов отважная группа отбила 4 контратаки численностью до взвода пехоты противника, в рукопашной схватке тов. Литвиненко заколол трофейной винтовкой 7 немецких солдат. За двое суток, без связи и патронов, было отбито 9 контратак противника. |
23 вересня 1944 року за зразкове виконання завдань командування і проявлені мужність і героїзм у боях з німецько-фашистськими загарбниками" молодший сержант Микола Литвиненко був удостоєний високого звання Героя Радянського Союзу з врученням ордена Леніна і медалі «Золота Зірка» за номером 4623.
В січні 1945 року старшина Литвиненко був направлений на навчання в піхотне училище в Ризі. У червні 1946 року розкрилися факти його колабораціонізму в 1941—1943 роках. У серпні 1946 року Литвиненко був заарештований, і 11 жовтня того ж року засуджений військовим трибуналом Південно-Уральського військового округу до 10 років позбавлення волі з поразкою в правах на 3 роки.
14 жовтня 1947 року указом Президії Верховної Ради СРСР Литвиненко був позбавлений всіх звань і нагород. Про подальшу його долю нічого не відомо.